# Circolo Nautico Posillipo 1995-1996
Questa voce raccoglie le informazioni riguardanti il Circolo Nautico Posillipo nelle competizioni ufficiali della stagione 1995-1996.

## Rosa
| N° |                       | Ruolo | Giocatore          |
| -- | --------------------- | ----- | ------------------ |
|    | Jugoslavia (bandiera) | P     | Milan Tadić        |
|    | Italia (bandiera)     |       | Bruno Antonino     |
|    | Italia (bandiera)     |       | Paolo Zizza        |
|    | Serbia (bandiera)     |       | Dušan Popović      |
|    | Italia (bandiera)     |       | Giuseppe Porzio    |
|    | Italia (bandiera)     |       | Massimo Fiorentino |
|    | Italia (bandiera)     |       | Gianfranco Salvati |
|    | Italia (bandiera)     |       | Mario Fiorillo     |
|    | Italia (bandiera)     |       | Franco Porzio (C)  |

| N° |                   | Ruolo | Giocatore           |
| -- | ----------------- | ----- | ------------------- |
|    | Italia (bandiera) |       | Ferdinando Gandolfi |
|    | Italia (bandiera) |       | Piero Fiorentino    |
|    | Italia (bandiera) |       | Carlo Silipo        |
|    | Italia (bandiera) |       | Fabio Bencivenga    |
|    | Italia (bandiera) |       | Marcello De Georgio |
|    | Italia (bandiera) |       | Salvi               |
|    | Italia (bandiera) |       | Cacace              |
|    | Italia (bandiera) |       | Valerio Antinori    |
|    | Italia (bandiera) |       | Pariso              |